# Julian Beever
Julian Beever (1959, Cheltenham, Reino Unido) es un artista británico que se dedica a dibujar con tiza. Ha creado dibujos de tiza en 3D en el pavimento utilizando un método llamado anamorfosis que crea una ilusión óptica.
Sus dibujos en las calles desafían las leyes de la perspectiva. Ha logrado una técnica que le da un gran realismo a la imagen. La particularidad de este artista es que dibuja en la calle utilizando gises de colores; sus diseños han sido captados en fotos vídeos, ya que, al ser este un arte que se realiza a la intemperie, el paso de los peatones o la lluvia terminan por borrar la obra original.

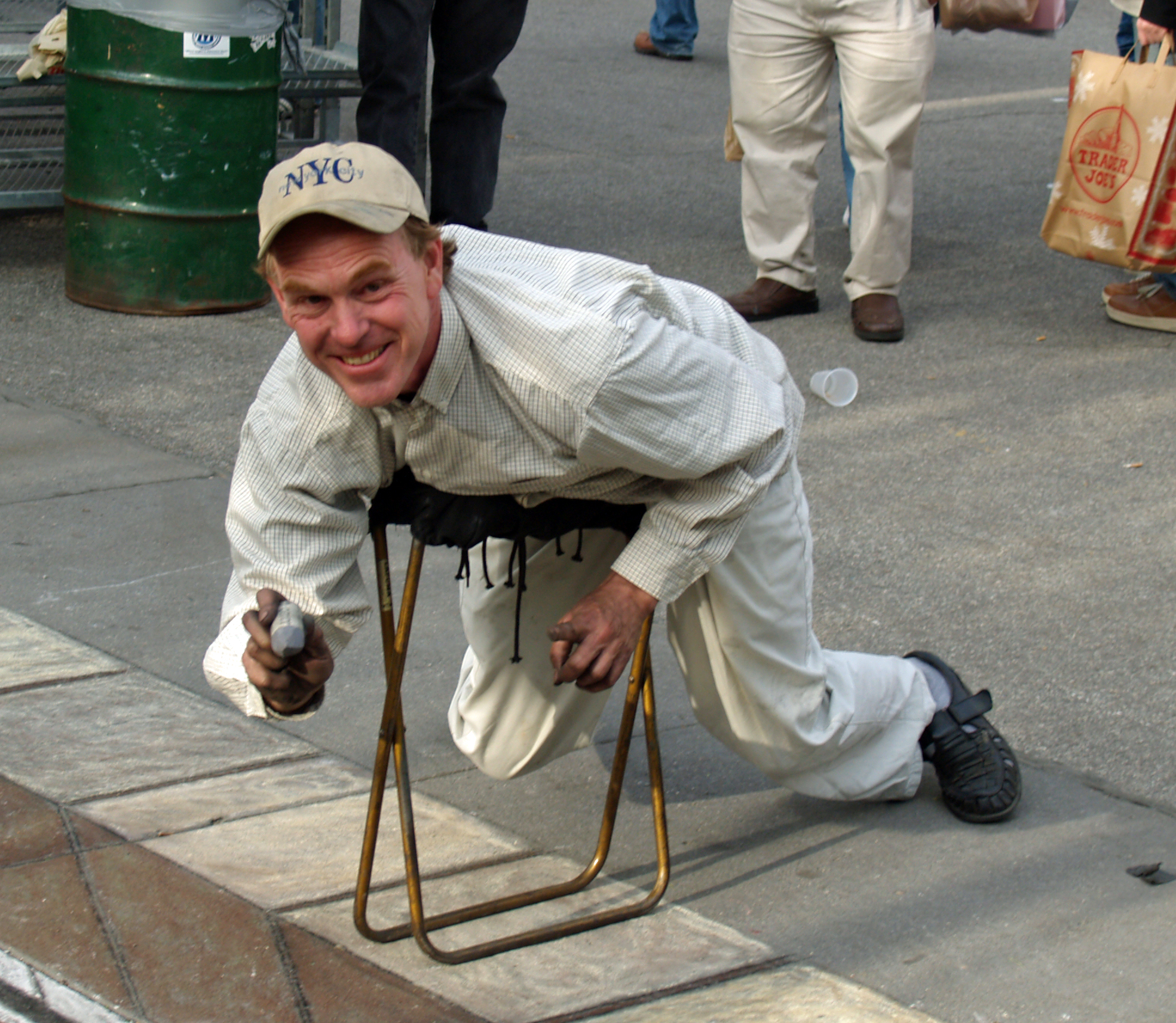
Julian Beever

Aparte del arte en tres dimensiones, Beever pinta murales y réplicas del trabajo de grandes maestros del arte. Suelen contratarle para crear murales para compañías. Asimismo, se dedica a la publicidad y la mercadotecnia. Ha trabajado en el Reino Unido, Bélgica, Francia, Holanda, Alemania, Estados Unidos, Australia, México, España, Uruguay, Ecuador, Argentina, Chile y Colombia.